# Квінт Цецілій Басс
Квінт Цеці́лій Басс (лат. Quintus Caecilius Bassus; I століття до н. е.) — діяч часів пізньої Римської республіки, римський вершник (еквіт), організатор повстання проти Гая Юлія Цезаря під час громадянської війни 49—45 років до н. е.

## Біографія
Його походження та діяльність до початку повстання невідомі.
Від чого почалося повстання достеменно не є відомим, але вважають, що Квінт Цецілій, як один з командирів намісника римської провінції Секста Юлія Цезаря, очолив збурення легіонерів, невдоволених притисками намісника. Не виключають й того, що Квінт Цецілій служив у Гнея Помпея і після його поразки втік до Тіру, де розпочав підривну діяльність серед легіонерів, при цьому розпускаючи чутки, що начебто Юлій Цезар програв у Африці полководцям Помпея.
Коли намісник дізнався про його дії, то Квінт Цецілій заявив, що згуртовує найманців на допомогу Мітрідату Пергамському задля походу на Боспор. Потім він підробив листа, в якому начебто Квінт Цецилій Метелл Пій Сципіон Назіка повідомляв про смерть Юлія Цезаря і про призначення Квінта Цецілія новим намісником. Частина легіонерів перейшла на його сторону, убивши Секста Цезаря, інші втекли до Кілікії. Квінт Цецілій спробував їх наздогнати, але не зміг, і повернувся у Сирію, де зміцнився у місті Апамея. Він мав у своєму підпорядкуванні лише дві когорти, але зумів домогтися успіху, так як отримав підтримку від багатьох вождів сусідніх племен. Крім цього, він встановив контакти з вихідцем з кельтського племені толістобогів, галатським тетрархом Дейотаром.
Юлій Цезар доручив придушення повстання наміснику Кілікії Квінту Корніфіцію, але той, ймовірно, не встиг нічого зробити, так як термін його намісництва підійшов до кінця. Квінт Цецілій сформував з місцевих жителів і рабів ще один легіон, і з цими силами в Апамеї відбивав облогу військ Гая Антістія Вета. Допомогу римлянам надав правитель Ідумеї Антипатр, який направив військо на чолі зі своїми синами. До кінця 45 року до н. е. Гай Антістій вже готувався оволодіти Апамеєю, але тут на допомогу Квінту Цецілію прийшли араби і парфянский царевич Пакор, і Гаю Антістію довелося відступати з великими втратами. У своїй поразці Гай Антістій звинуватив намісника Кілікії Луція Волкація Тулла, який з точки зору Гая Антістія не надав йому достатньої допомоги.
Взимку 45 — 44 років до н. е. парфянський загін пішов з Сирії. У провінцію прибув легат Цезаря Луцій Стацій Мурк з трьома легіонами, і знову почав облогу Апамеї. Успіху він не добився і просив допомоги у намісника Віфінії Квінта Марція. Той привів ще три легіону, і облога тривала до весни 43 року до н. е., коли в Сирію прибув Гай Кассій, що отримав від сенату проконсульський імперій над усіма східними провінціями. Луцій Стацій Мурк і Квінт Марцій передали йому свої війська, один з легіонів Квінта Цецілія також перейшов на його бік, але сам він підкоритися не схотів, за словами Гая Касія, «підло відмовився передати» другий легіон, і мав намір оборонятися в Апамеї. Однак солдати самі направили парламентарів до Гая Касія і зрештою перейшли на його сторону.
Про подальшу долю Квінта Цецілія Баса згадок немає.